# CAF Champions League 2004
La CAF Champions League 2004 fu vinta dall'Enyimba.

## Turni Preliminari

### Primo Turno
| Squadra 1                   | Totale | Squadra 2           | Andata | Ritorno |
| --------------------------- | ------ | ------------------- | ------ | ------- |
| US Stade Tamponnaise        | rit.   | AS Port-Louis 2000  | -      | -       |
| Supersport United           | 6-0    | FC Civics           | 5-0    | 1-0     |
| Saint George                | 2-3    | Al-Hilal Omdurman   | 1-2    | 1-1     |
| Ecoredipharm                | 0-2    | Saint Michel United | 0-0    | 0-2     |
| Matlama                     | 0-7    | Orlando Pirates     | 0-3    | 0-4     |
| Simba SC                    | 2-3    | Zanaco FC           | 1-0    | 1-3     |
| Bakili Bullets              | 2-1    | Villa SC            | 2-1    | 0-0     |
| APR FC                      | 11-3   | Anseba SC           | 7-1    | 4-2     |
| Dragons de l'Ouémé          | 1-1    | AS Douane           | 1-1    | 0-0     |
| Al Ittihad Tripoli          | 1-2    | Sahel SC            | 1-0    | 0-2     |
| (dcr) Saint Michel d'Ouenzé | 2-2    | US Bitam            | 2-0    | 0-2     |
| ASFA Yennega                | 3-2    | Julius Berger       | 3-2    | 0-0     |
| Asante Kotoko               | rit.   | AS Tempête Mocaf    | -      | -       |
| Armed Forces FC             | 0-6    | Jeanne d'Arc        | 0-3    | 0-3     |
| AS Vita Club                | rit.   | Ulinzi Stars        | -      | -       |
| Stade Malien                | 0-2    | Hearts of Oak       | 0-0    | 0-2     |
| Atlético Sport Aviação      | 2-1    | SC Cilu             | 1-1    | 1-0     |
| Hassania Agadir             | rit.   | ASC Nasr de Sebkha  | 7-0    | -       |
| ASFAG                       | 1-3    | ASC Diaraf          | 0-1    | 1-2     |
| Amazulu FC                  | 7-4    | Maxaquene           | 3-1    | 4-3     |
| Petro Atlético              | 6-2    | Atlético Malabo     | 3-1    | 3-1     |

### Secondo Turno
| Squadra 1                | Totale | Squadra 2              | Andata | Ritorno |
| ------------------------ | ------ | ---------------------- | ------ | ------- |
| AS Port-Louis 2000       | 1-3    | Supersport United      | 1-1    | 0-2     |
| Al-Ahly                  | 0-1    | Al-Hilal Omdurman      | 0-1    | 0-0     |
| Saint Michel United      | 3-8    | Orlando Pirates        | 2-3    | 1-5     |
| Zanaco FC                | 1-1    | Bakili Bullets (dcr)   | 0-1    | 1-0     |
| Zamalek                  | 4-6    | APR FC                 | 3-2    | 1-4     |
| Africa Sports            | 5-1    | AS Douane              | 4-1    | 1-0     |
| Espérance                | 5-0    | Sahel SC               | 4-0    | 1-0     |
| Cotonsport Garoua        | 4-2    | Saint Michel d'Ouenzé  | 4-1    | 0-1     |
| USM Alger                | 10-3   | ASFA Yennega           | 8-1    | 2-2     |
| ASEC                     | 1-1    | Asante Kotoko          | 1-1    | 0-0     |
| Raja Casablanca          | 2-2    | Jeanne d'Arc (dcr)     | 2-0    | 0-2     |
| Canon Yaoundé            | 4-1    | AS Vita Club           | 3-0    | 1-1     |
| Hearts of Oak            | 5-2    | Atlético Sport Aviação | 4-1    | 1-1     |
| Étoile Sportive du Sahel | 2-0    | Hassania Agadir        | 2-0    | 0-0     |
| Enyimba                  | 3-2    | ASC Diaraf             | 3-0    | 0-2     |
| Amazulu FC               | 1-2    | Petro Atlético         | 0-0    | 1-2     |

### Terzo Turno
| Squadra 1         | Totale | Squadra 2                      | Andata | Ritorno |
| ----------------- | ------ | ------------------------------ | ------ | ------- |
| Supersport United | 2-0    | Al-Hilal Omdurman              | 2-0    | 0-0     |
| Orlando Pirates   | 2-2    | Bakili Bullets                 | 2-1    | 0-1     |
| APR FC            | 1-1    | Africa Sports (dcr)            | 1-0    | 0-1     |
| Espérance         | 3-1    | Cotonsport Garoua              | 3-0    | 0-1     |
| (dcr) USM Alger   | 2-2    | Asante Kotoko                  | 2-0    | 0-2     |
| Jeanne d'Arc      | 3-2    | Canon Yaoundé                  | 2-0    | 1-2     |
| Hearts of Oak     | 1-1    | Étoile Sportive du Sahel (dcr) | 1-0    | 0-1     |
| Enyimba           | 3-2    | Petro Atlético                 | 1-1    | 2-1     |

## Fase a Gironi

### Gruppo A
| Squadra                     | Pti | G | V | N | P | GF | GS | DR |
| --------------------------- | --- | - | - | - | - | -- | -- | -- |
| 1. Étoile Sportive du Sahel | 11  | 6 | 3 | 2 | 1 | 8  | 5  | 3  |
| 2. Enyimba                  | 8   | 6 | 2 | 2 | 2 | 11 | 4  | 7  |
| 3. Africa Sports            | 7   | 6 | 2 | 1 | 3 | 6  | 10 | -4 |
| 4. Bakili Bullets           | 6   | 6 | 1 | 3 | 2 | 5  | 11 | -6 |

| 1º luglio 2004    |     |                 |
| Bakili Bullets    | 0–1 | Etoile du Sahel |
| Africa Sports     | 0–3 | Enyimba         |
| 25 luglio 2004    |     |                 |
| Etoile du Sahel   | 2–0 | Africa Sports   |
| Enyimba           | 6–0 | Bakili Bullets  |
| 7 agosto 2004     |     |                 |
| Etoile du Sahel   | 1–0 | Enyimba         |
| 8 agosto 2004     |     |                 |
| Bakili Bullets    | 2–1 | Africa Sports   |
| 12 settembre 2004 |     |                 |
| Enyimba           | 1–1 | Etoile du Sahel |
| Africa Sports     | 1–1 | Bakili Bullets  |
| 26 settembre 2004 |     |                 |
| Etoile du Sahel   | 1–1 | Bakili Bullets  |
| Enyimba           | 0–1 | Africa Sports   |
| 16 ottobre 2004   |     |                 |
| Africa Sports     | 3–2 | Etoile du Sahel |
| Bakili Bullets    | 1–1 | Enyimba         |

### Gruppo B
| Squadra              | Pti | G | V | N | P | GF | GS | DR |
| -------------------- | --- | - | - | - | - | -- | -- | -- |
| 1. Espérance         | 12  | 6 | 4 | 0 | 2 | 12 | 7  | 5  |
| 2. Jeanne d'Arc      | 11  | 6 | 3 | 2 | 1 | 8  | 9  | -1 |
| 3. USM Alger         | 7   | 6 | 2 | 1 | 3 | 8  | 8  | 0  |
| 4. Supersport United | 4   | 6 | 1 | 1 | 4 | 5  | 9  | -4 |

| 10 luglio 2004    |     |                   |
| Supersport United | 1–2 | Espérance         |
| 11 luglio 2004    |     |                   |
| Jeanne d'Arc      | 2–1 | USM Alger         |
| 23 luglio 2004    |     |                   |
| USM Alger         | 2–1 | Supersport United |
| 24 luglio 2004    |     |                   |
| Espérance         | 5–0 | Jeanne d'Arc      |
| 6 agosto 2004     |     |                   |
| Espérance         | 2–1 | USM Alger         |
| 7 agosto 2004     |     |                   |
| Supersport United | 1–1 | Jeanne d'Arc      |
| 10 settembre 2004 |     |                   |
| USM Alger         | 3–0 | Espérance         |
| 11 settembre 2004 |     |                   |
| Jeanne d'Arc      | 2–0 | Supersport United |
| 25 settembre 2004 |     |                   |
| USM Alger         | 1–1 | Jeanne d'Arc      |
| 26 settembre 2004 |     |                   |
| Espérance         | 2–0 | Supersport United |
| 17 ottobre 2004   |     |                   |
| Jeanne d'Arc      | 2–1 | Espérance         |
| Supersport United | 2–0 | USM Alger         |

## Semifinali
| Squadra 1     | Totale | Squadra 2                | Andata | Ritorno |
| ------------- | ------ | ------------------------ | ------ | ------- |
| Jeanne d'Arc  | 2-4    | Étoile Sportive du Sahel | 2-1    | 0-3     |
| (dcr) Enyimba | 2-2    | Espérance                | 1-1    | 1-1     |

## Finale
| Squadra 1                | Totale        | Squadra 2 | Andata | Ritorno |
| ------------------------ | ------------- | --------- | ------ | ------- |
| Étoile Sportive du Sahel | 3-3 3-5 (dcr) | Enyimba   | 2-1    | 1-2     |

| CAF Champions League Campioni 2004 |
| ---------------------------------- |
| Enyimba Secondo Titolo             |